# 엑서터 북

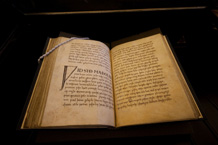

《엑서터 북》(The Exeter Book), Exeter Cathedral Library MS 3501, 또는 코덱스 엑소니엔시스(the Codex Exoniensis)로도 알려져 있는 이 책은 10세기 앵글로색슨인들의 시를 모은 문헌이다.
이 책은 《베르첼리 북》(Vercelli Book), 《노웰 코덱스》(Nowell Codex), 《캐드먼 사본》(the Cædmon manuscript) 또는 《MS 주니우스 11》(MS Junius 11)과 함께 앵글로색슨 문학 4대 코드 중 하나이다. 이 책은 1072년 엑서터의 초대 주교가 된 레오프릭이 엑서터 대성당 도서관에 기증했다. 원래는 131개의 장을 포함하고 있었는데, 그 중 첫 번째 8장은 다른 장으로 대체되었고, 첫 번째 8장은 분실되었다. 《엑서터 북》은 현존하는 것 가운데 가장 규모가 큰 고대 영문학 모음집이다.
2016년 유네스코는 이 책을 '세계 주요 문화재'(world's principal cultural artifacts) 중 하나로 지정했다.

## 역사
《엑서터 북》은 10세기 영국 베네딕도회 부흥기의 위대한 작품 중 하나로 인정받고 있다. 성립 시기는 960년에서 990년 사이로 추정될 뿐, 이 책이 작성되고 편집된 정확한 날짜는 알려지지 않았다. 이 시기는 베네딕도회의 주도 아래 수도원 활동과 생산성이 증가했던 시기였다.
이 시기에 들어, 교회와 잉글랜드 왕국에 대한 던스턴 추기경의 권위가 확립되고, 에드거 휘하의 캔터베리 대주교로 임명되면서, 이 시대의 특징으로 지목되는 수도적 개혁으로 이어졌다. 던스턴 추기경은 998년에 사망했고, 그 기간이 끝나갈 무렵, 에테레르드(Æthelred) 휘하의 영국은 점차 확고해지는 스칸디나비아 침공에 직면했고, 결국 굴복하기에 이르렀다.
《엑서터 북》의 유산은 엑서터 주교 레오픽이 선종한 1072년부터 그 자취를 추적할 수 있다. 당시 불멸의 수도원에 대한 그의 유언으로 기록된 보물들 중에는 "갖가지 사물들에 대한 시적인 저작을 담은 큰 영어책"(mycel Englisc boc be gehwilcum þingum on leoð-wisan geworht)이 포함되어 있다. 이 책은 오늘날까지 존속하고 있으며, 엑서터 코덱스로 널리 추정되어 왔다.
16세기 로렌스 노웰과 17세기 조지 히키스에 의해 일부 여담들이 원고에 추가되기도 했다.

## 수록 작품들
- Christ I, II, III
- Guthlac A and B
- Azarias
- The Phoenix
- Juliana
- The Wanderer
- The Gifts of Men
- Precepts
- The Seafarer
- Vainglory
- Widsith
- The Fortunes of Men
- Maxims I
- The Order of the World
- The Rhyming Poem
- The Panther
- The Whale
- The Partridge
- Soul and Body II
- Deor
- Wulf and Eadwacer
- Riddles 1-59
- The Wife's Lament
- The Judgment Day I
- Resignation
- The Descent into Hell
- Alms-Giving
- Pharaoh
- The Lord’s Prayer I
- Homiletic Fragment II
- Riddle 30b
- Riddle 60
- The Husband's Message
- The Ruin
- Riddles 61-95